# Condado de Johnson (Wyoming)
O Condado de Johnson é um dos 23 condados do Estado americano do Wyoming. A sede do condado é Buffalo, que é também a sua maior cidade. O condado tem uma área de 10 813 km² (dos quais 21 km² estão cobertos por água), uma população de 7075 habitantes, e uma densidade populacional de 0,66 hab/km² (segundo o censo nacional de 2000). O condado foi fundado em 1875 e recebeu o seu nome em homenagem a E.P. Johnson, advogado de Cheyenne (Wyoming).